# Demonax nigronotatus
Demonax nigronotatus là một loài bọ cánh cứng trong họ Cerambycidae.